# Millerigobius macrocephalus
Millerigobius macrocephalus е вид лъчеперка от семейство Попчеви (Gobiidae), единствен представител на род Millerigobius.

## Разпространение
Видът е разпространен в Босна и Херцеговина, Гърция (Егейски острови и Крит), Израел, Испания, Италия (Сардиния), Ливан, Малта, Турция, Украйна (Крим), Франция (Корсика), Хърватия и Черна гора.